# Indirana semipalmata
Indirana semipalmata és una espècie de granota que viu a l'Àsia meridional.